# Bruce Clarke

Bruce Clarke, né à Londres le 15 février 1959 de parents dissidents ayant fui l’Afrique du Sud, est un artiste plasticien et photographe britannique installé à Paris depuis le début des années 1990 après une formation aux Beaux-Arts de l’Université de Leeds au tournant des années 1970-1980.
Élevé dans un environnement familial militant engagé contre l’apartheid, le jeune Bruce s’est senti très vite concerné par les évènements internationaux et l’histoire politique contemporaine. Son travail témoigne d’une volonté de transmission de ses convictions par le biais d’un langage plastique et d’une technique développés au fil du temps où se mêlent entre autres, l’utilisation de bouts de journaux ou d’affiches, du dessin, de couches de peinture retravaillées et patinées, …
En 2019, l'un de ses tableaux est vendu aux enchères pour 9 750 €, record public alors de l'artiste et en 2022, il est considéré par Artsper comme « artiste émergeant » au même titre que M.Chat ou Speedy Graphito.  

## Biographie
Tiré de la contribution de Corinne Montcel, Fragments d'Histoire, in Ecce Homo, catalogue d'exposition 2022, p. 148 à 179.

### Enfance et formation
Nés avant la seconde guerre mondiale dans ce qui était alors l’Union sud-africaine, les parents de Bruce Clarke, d’origine britannique pour son père et juive lituanienne pour sa mère, prennent conscience très jeune de l’anomalie historique que constitue la mise en place à partir de 1948 par le Parti national d’inspiration nazie arrivé alors au pouvoir d’une politique ouvertement fasciste, raciste et ségrégationniste dans une période de libération mondiale trois ans après la défaite du national-socialisme et de montée des décolonisations. Ils s’engagent résolument contre l’apartheid, l’un au sein du Parti communiste (interdit pourtant depuis 1950) et dans un parti sioniste progressiste pour sa mère et manifestent ensemble aux cotés de l’ANC (African National Congress) que dirigera Nelson Mandela.
Mais la répression et les arrestations des militants dissidents s’intensifient au fil des ans. Devant ces risques croissants, la mère de Bruce étant par ailleurs enceinte, ses parents choisissent, sans grands moyens ni préparation, la fuite vers Londres où ils s’installent en février 1957, deux mois avant la naissance de son frère aîné, en vue d’y reconstruire leur vie d’exilés. Même si leur activisme passé s’émousse à l’épreuve de la vie quotidienne et bientôt trois enfants à élever, de nombreux compatriotes, noirs et blancs, ayant fui comme eux le régime dictatorial, se retrouvent souvent chez les Clarke dont l’appartement londonien où l’on parle beaucoup de politique devient une école du militantisme pour le jeune Bruce très tôt sensibilisé à la problématique du pays de ses origines et au combat contre l'apartheid. En Angleterre, puis plus tard en France, il s'engage au sein du Mouvement anti-apartheid, puis à l’ANC.
Disposant depuis l’enfance d’un goût affirmé pour le dessin, il choisit l’option « arts plastiques » au lycée puis décide en 1978, en pleine vague punk résolument antisystème,  de s’inscrire à la faculté des Beaux-Arts de l’université de Leeds où les membres d'un des groupes phares de l'époque, Gang of Four sont encore étudiants. Á cette empreinte libertaire va s’ajouter l’influence déterminante de l’enseignement du directeur du département, l’historien de l’art et ancien membre de l’éphémère section anglaise de l’Internationale situationniste (1966-1967), Timothy James Clark qui, dans deux ouvrages publiés en 1973, examine l’art moderne comme une articulation des conditions sociales et politiques. Cette approche érudite et provocatrice, marquante pour sa formation, se combine pour Bruce à la découverte de l’art conceptuel promu par plusieurs professeurs initiateurs du mouvement Art & Langage auquel Tim Clark fait la part belle dans sa direction, dont notamment Terry Atkinson. De cet apprentissage dans lequel le maniement des concepts prend le pas sur la pratique Bruce Clarke dira ensuite que : « nous avions des choses plus urgentes à faire que d’apprendre à mélanger des couleurs ou monter une toile sur un châssis ».
Durant cette période de déconstruction et de formation, il ne cesse pas pour autant de s’intéresser au monde qui l’entoure et d’éprouver l’engagement militant reçu de ses parents. C’est notamment le cas en 1981 au moment où Margaret Thatcher vient de laisser mourir en prison Bobby Sands et dix autres militants indépendantistes, lorsque, avec des amis étudiants, ils viennent pour le compte du Sinn Fein, récupérer en Irlande du Nord des documents sensibles. Mais, dans le climat de terreur régnant à l’époque dans les rues et transports du territoire étroitement contrôlé par l’armée britannique, les étudiants préfèrent envoyer par la poste les photos de torture dans les prisons qu’ils ont dans leurs bagages. Leur colis est malheureusement intercepté et à leur retour les étudiants voyageurs, après que la menace de fermeture de l’école ait été envisagée, sont simplement interdits de travailler dorénavant ensemble.

### Des débuts à la professionnalisation: Mexique, Paris, Vincennes
Ses études achevées en 1982, Bruce Clarke veut voir le monde et pars, initialement pour trois mois, rejoindre au Mexique son frère aîné installé là-bas. Son séjour durera finalement près de quatre ans. 
Il y vit de petits boulots ou de cours d’anglais et mieux, s’étant remis à peindre loin des considérations théoriques et morales de ses années universitaires, il réalise qu’il lui est plus facile de vivre en vendant les paysages mexicains qu’il peint avec un plaisir retrouvé, parfois difficile à assumer. Toutefois, la découverte de la tradition muraliste des fresques mexicaines et de leur portée sociale et politique en sortant l’art des musées élitistes lui permet malgré tout de dépasser ce dilemme par la réconciliation du militantisme, de l’esthétisme et de la satisfaction personnelle et de poser les principes de sa future pratique artistique. 
Un évènement majeur de son existence, le violent séisme du 15 septembre 1985 qui occasionne 50 000 morts à Mexico, va venir le conforter dans cette voie. Y assistant depuis le 6ème étage de son immeuble, il voit les constructions s’effondrer autour de lui. Guère conscient d’être un miraculé au milieu des autres survivants, il se porte volontaire pour aider aux secours qui se mettent alors en place dans le chaos ambiant. 
Après ces années mexicaines, il rentre en Europe à la fin des années 1980 et décide se s’installer à Paris. Il y reprend ses engagements militants dans un monde en pleine mutation. Le mur de Berlin tombe en 1989 et en Afrique du Sud le système ségrégationniste s’essouffle. Nelson Mandela est libéré le 11 février 1990, l’apartheid est remis en cause. Mais la situation politique est instable et plus compliquée que ce que les médias français en présentent. Le travail d’explications et d’information mené par le milieu militant où s’active Bruce n’en est que plus nécessaire. 
Il s’y consacre intensément mais, tout en continuant à vivre sa vie d’artiste, il peint peu, d’autant qu’il vit alors dans un petit appartement. Mais, en 1992, pour la première fois de sa vie, il obtient un vrai atelier ... au zoo de Vincennes avec un passage par la salle des cages aux fauves pour y accéder !!! Malgré ces contraintes particulières, ce nouvel espace, avec les lions comme premier public, lui offre de nouvelles possibilités et joue comme un déclic dans son travail pictural qui s’intensifie : grands formats, multiplication des tableaux, possibilités d’être vu en galerie ou en exposition, premières ventes, ... Avec malice et audace, il propose même au Monde diplomatique, média à l’audience internationale dont il utilise souvent des extraits d’articles dans ses toiles, de devenir l’un de leurs illustrateurs, et cela marche !

### Un artiste engagé: Afrique du Sud, Rwanda, esclavage, colonisation
Cette professionnalisation n’implique pas pour autant un abandon du militantisme, par la fourniture par exemple d’affiches, cartes postales, reproductions d’œuvres,... mis au service d’organisations anti-apartheid, par exemple au sein du mouvement « Art Against Apartheid » (l’art contre l’apartheid), aux côtés notamment d’Hervé Di Rosa et d’Ernest Pignon-Ernest. Plus politiquement, une fois Nelson Mandela libéré en Afrique du Sud, Bruce s’autorise à mettre pour la première fois les pieds sur la terre de ses parents en 1991. Il y rencontre des jeunes artistes, très politisés, impatients de mêler art et engagement et avec qui il travaillera dans les années à venir. En 1993, quand Nelson Mandela viendra en France avant qu’il ne devienne président de la République à la suite des premières élections nationales non ségrégationnistes de l'histoire du pays, il lui servira alors d’interprète.
Les exilés du Rwanda étant très actifs au sein du mouvement anti-apartheid, Bruce Clarke découvre à leur contact l’existence d’un racisme inter-ethnique initié par l’ancien colonisateur belge sur le fondement des théories pseudoscientifiques d’Arthur de Gobineau désignant les Tutsis aux origines non africaines comme ethnie supérieure destinée à gouverner les Hutus, ethnie autochtone. Cette mythologie ayant infusé toute la société, dès les années 1950 des affrontements et massacres de Tutsis s’en étaient suivis, les survivants n’ayant pas fui ayant dû subir une discrimination comme les juifs par les nazis. En 1990, le retour des exilés tutsis armés entraine une guerre civile qui aboutit en 1993 à des accords de partage du pouvoir non reconnus pas des groupes extrémistes Hutus qui appellent à l’extermination des Tutsis. Devant ce génocide annoncé, Bruce et ses amis tentent d’alerter l’opinion française, le gouvernement d’alors continuant d’apporter son soutien militaire au régime en place. Trop tard, et au moment où en Afrique du Sud, la démocratie est en train de triompher avec l’élection de Mandela, le 7 avril 1994 est déclenché le génocide qui va voir un million de Tutsis et des dizaine de milliers d’opposants hutus exterminés, jusqu’au 17 juillet où l’arrivée des rebelles à Kigali y met fin. Mais en France, le traitement médiatique est brouillé, ne faisant pas de différence entre l’extermination des Tutsis et le chaos dans les camps de réfugiés hutus dans l’ex-Zaïre.
Pour témoigner, Bruce part fin août pour réaliser un reportage photo sur la vie des survivants au Rwanda. De ce séjour de trois semaines et des rencontres et photos qu’il y fait, il rentre secoué. De retour à Paris, il se demande comment par son travail de peintre il va pouvoir témoigner et participer à la reconstruction de pays. Germe alors l’idée de ce qui sera vingt ans plus tard le Jardin de la Mémoire,, œuvre artistique pour honorer les victimes. Située sur la colline de Nyanza-Kicukiro près de Kigali, elle est constituée d'une installation monumentale réalisée avec le concours des familles ou des proches des victimes et soutenue par des associations de rescapés, dont IBUKA ainsi que les institutions rwandaises et par l'UNESCO et comprend un million de pierres symbolisant un million de victimes déposées notamment par les rescapés. Elle sera achevée en 2019.

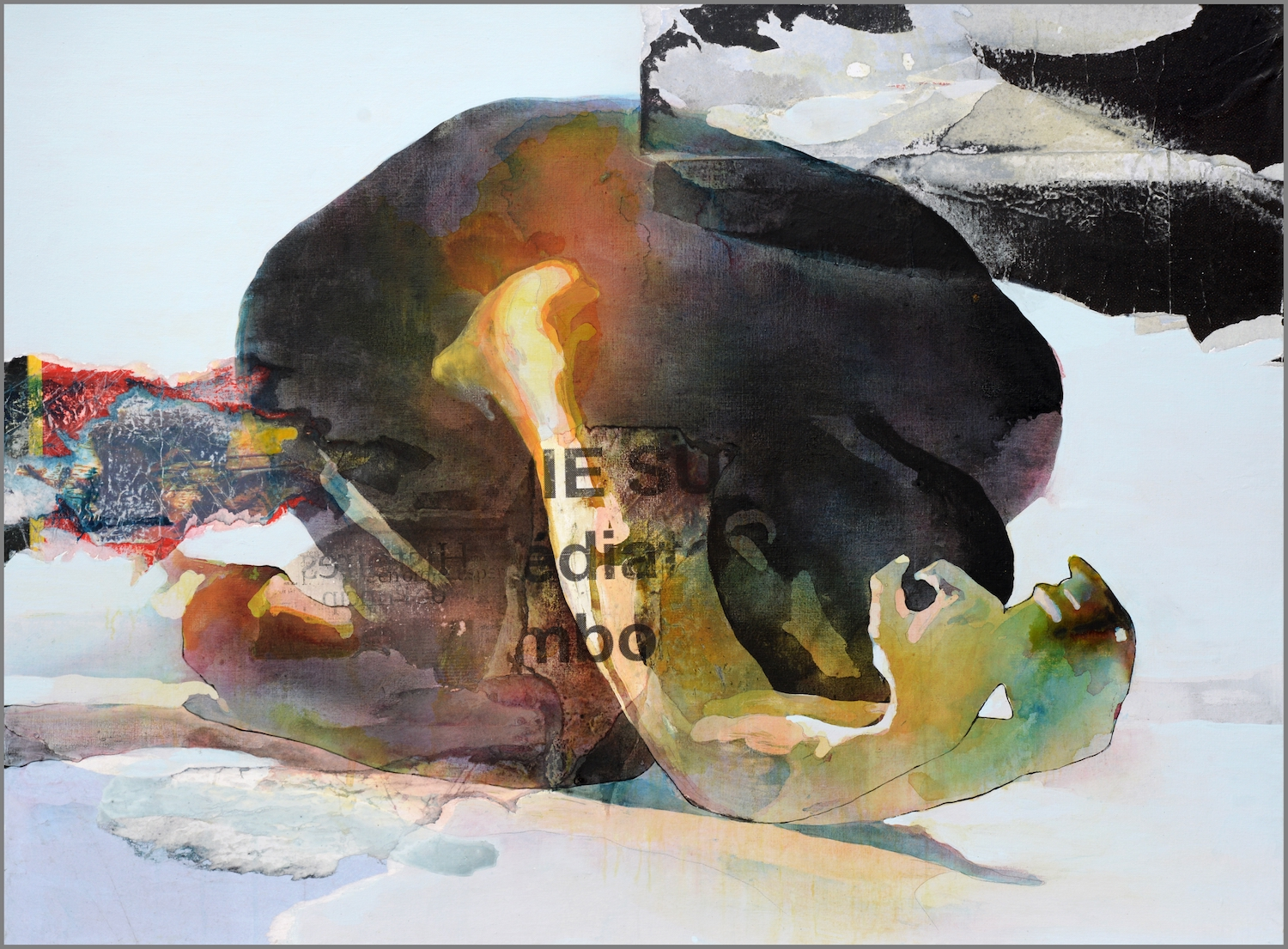
Déjà, 2015, acrylique et collage sur toile

En 2014, pour la 20e commémoration du génocide, nait un autre projet représentant la dignité des victimes et des rescapés et la droiture morale de ceux qui n’ont pas été déshumanisés durant cette tragédie : les Hommes debout. Ce projet est réalisé au Rwanda au Jardin de Mémoire mais a également pris une dimension internationale en faisant l'objet d'une vingtaine d’expositions (Genève, Lausanne, Bruxelles, Paris, Ivry, Lille, Limoges, Liège, Ouidah, Montréal, etc.). Outre à Kigali, il a été pérennisé à Bruxelles.

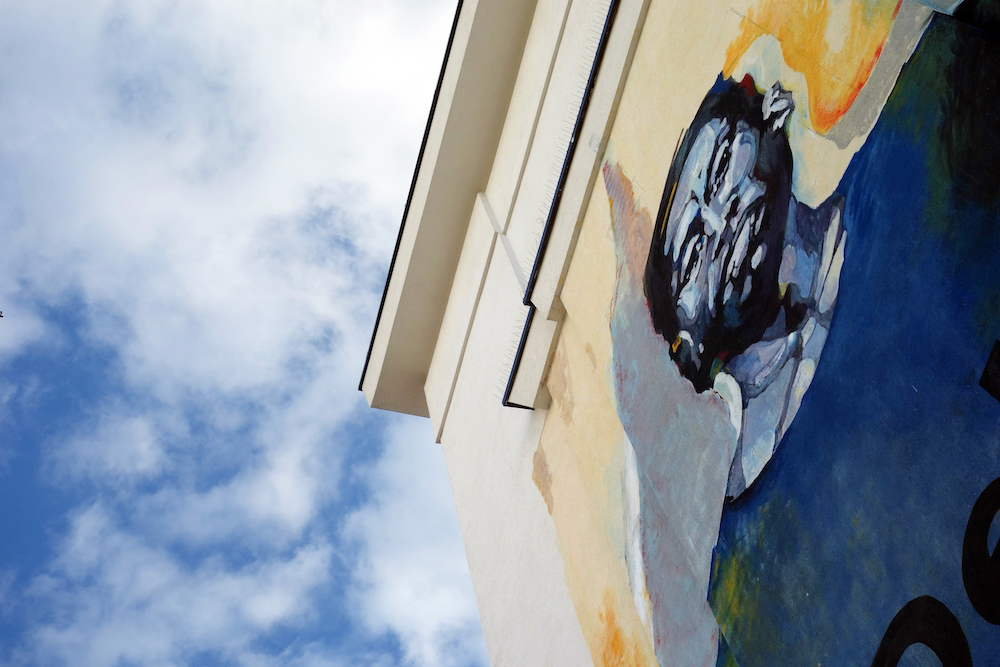
Une image de la série les Hommes debout. Cette peinture murale pérenne de 26 m de hauteur a été créée en 2019 à Bruxelles

En réminiscence sans doute des peintures murales qui l’avaient marqué lors de son séjour de jeunesse mexicain, il s’essaie, dans le cadre de commandes publiques, à des œuvres de plus grande ampleur et  pérennes en extérieur lui permettant de favoriser autant l’exposition de son travail artistique que les messages dont il est porteur. Ainsi, en 2015, est inaugurée à Vénissieux dans le Rhône une fresque Savoir dire non en hommage à l'écrivain anticolonialiste Frantz Fanon et à la résistante Lise London. Suivent d'autres oeuvres murales, au Centre arts et culture de Cotonou au Bénin, une immense image de la série Hommes debout rue du Meiboom, à  Bruxelles, inaugurée le 15 avril 2019 et en juillet 2019, une fresque Combats de femmes à Sarcelles (école Pasteur) et la peinture Vivre dans les limbes, issue de la série Survivors in suspension,  au Centre culturel francophone du Rwanda, réalisée en décembre 2022.
Cette même année 2022, Bruce Clarke expose dans le cadre de la Capitale européenne de la Culture au Musée national de la Résistance et des Droits de l'Homme (MNRDH)à Esch-sur-Alzette au Luxembourg et simultanément au IX Fort à Kaunas en Lituanie. Et pour la première fois de sa carrière, dans le cadre de l'exposition  d'Esch au MNRDH, il se lance dans la création de sculptures pour la série Survivants en suspension, représentations métaphoriques des rescapés des génocides auxquelles il adjoint l'installation de longues pirogues malgaches en bois évoquant les migrants traversant mers et déserts, autre sujet d'actualité qui lui tient également à coeur.
En 2024, toujours au Rwanda, il monte en partenariat avec l'Espace + Kigali et Dida Nibagwire le projet les "Femmes debout". La présentation est semblable aux "Hommes debout", mais l'intention est de souligner la spécificité de l'expérience des femmes pendant le génocide et après. Les Femmes debout ont été présentées à Kigali et aussi au Centre commémoratif du génocide à Murambi.

## Esthétique et engagement
Travaillant sur l’histoire contemporaine, l’écriture et la transmission de cette histoire ainsi qu’il en a fait le choix après ses « années sabbatiques » au Mexique à l’issue de sa formation théorique aux Beaux-Arts de Leeds, le travail de Bruce Clarke tel qu’il le définit lui-même « consiste à traduire en formes esthétiques ce qu’il faut dire, même s’il s’agit de traduire l’indicible » et sa parole engagée s’entend effectivement dans l’esthétisme si particulier de ses tableaux. En cela, on peut dire qu’il est demeuré fidèle à l’approche post-situationniste de son professeur d’histoire de l’art T. J. Clark visant à réinsérer l’œuvre d’art dans son environnement social, économique et politique en se dégageant toutefois de l’empreinte des théories de l’art conceptuel telles qu’elles étaient dispensées également à l’Université de Leeds en ces mêmes années.
Aussi bien, tout en l’affinant et la perfectionnant sans cesse, il conserve depuis plus de trente ans une technique, à présent bien identifiable et qu’il reconnait aujourd’hui semblable à celle de ses débuts, à l’exception notable de sa première incursion dans la sculpture dans la série Survivants en suspension de l’exposition d’Esch-sur-Alzette : lavis d’encres et d’aquarelles, acryliques dilués à l’extrême, fragments de journaux et collage d’affiches déchirées, comme autant de couches impalpables se superposant, passées ensuite à la ponceuse jusqu’à obtenir une patine s’offrant en support à la peinture et au dessin d’esquisses rapides et nerveuses d’hommes, de femmes et d’enfants. Certains mots ressortent quelquefois distinctement, mais hors de leur contexte, sans la signification de leur origine.
Même s’il traite de sujets lourds, douloureux, graves, indicibles, impensables, indescriptibles, Bruce Clarke, en choisissant de les rendre visibles par un jeu subtil de métaphores visuelles, cherche d’abord à séduire le spectateur en peaufinant les détails de ses représentations avec l’esthétisme comme son souci majeur. Il a trouvé pour cela une forme plastique qui n’use ni de clichés ni d’images héroïques et, évitant une approche crue ou directe, mise sur un art suggestif incitant à la réflexion pour atteindre à l’universalité.
Il partage son travail entre son atelier de Saint-Ouen (Seine-Saint-Denis) et celui de Serbonnes (Yonne).

## Publications
- Dominations,  éditions Homnisphères (2006)
- Fantômes de la Mer, édité par la galerie berlinoise ARTCO[18] (2016), ce livre documente le projet artistique de rendre hommage aux réfugiés économiques et politiques victimes du trafic humain transméditerranéen.
- Ecce Homo, catalogue des expositions d’Esch-sur-Alzette, Thil (France) et Kaunas en 2022, éditeur Musée National de la Résistance et des Droits Humains, Esch-sur-Alzette.

## Expositions

### Expositions individuelles
- 1997 : Musée de Romans, France
- 1997 : Ambassade d’Afrique du Sud, Paris
- 1999 : Centre Culturel Français, Kigali, Rwanda
- 2000 : Je vous écris du Jardin de la Mémoire - Installation, Galerie Porte 2a, Bordeaux, France
- 2002 : Fragments d’une histoire de demain, L’Artchipel, Basse-Terre, Guadeloupe[19]
- 2010 : Bekris Gallery, San Francisco, États-Unis
- 2010 : Abbaye de Neumünster, Luxembourg
- 2011 : Who’s Afraid, Musée des Arts Derniers, Paris
- 2012 :  Fondation Zinsou, Bénin
- 2012 :  Artium Gallery, Luxembourg
- 2013 :  M.I.A. Gallery, Seattle, États-Unis
- 2013 :  Janus Gallery, Montreux, Suisse
- 2013 : Precarious Lives, Galerie Julio Gonzalez, Arcueil, France
- 2014 : Les Hommes debout, exposition simultanée dans les villes de Kigali, Lausanne, Genève, Bruxelles, Paris, Limoges, Liège, Ouidah, Ivry, Lille…[8].
- 2014 : En toute impunité, Les Naufragés du Temps, St Malo, France
- 2014 : Humanities, Gallery Out of Africa, Sitges, Barcelone, Espagne
- 2015 : Daily Violence, Médiathèque de Lormont, France
- 2015 : Le travail rend libre, Galerie KO 21, Paris
- 2016 : Les Fantômes de la Mer, Institut français, Nouakchott, Mauritanie // Saint Martin, France-Antilles //, Île de Gorée, Sénégal
- 2017 : Mémoires vives et Hommes debout,  Musée de Coutances, France
- 2017 : New Horizons,  Cloître des Billettes, Paris,
- 2017 : Fantômes de la Mer,  Artco Gallery, Aix-la Chapelle, Allemagne
- 2018 : Alliance française de Lusaka, Zambie
- 2018 : Front Line, Espace Anis Gras, Arcueil
- 2018 : Birth of an Icon, Kloser Contemporary Art, Belgique
- 2019 : Lifting the Veil, Théâtre royal de Marrakech, Maroc
- 2019 : Predators and Other Friends, Galerie Art-Z, Paris
- 2019 : Fantômes de la Mer, Alliance française Johannesbourg[20]
- 2019 : Voices, Galerie Carole Kvasnevski, Paris
- 2019 : En Suspension, Maison Rouge, Cotonou, Bénin
- 2020 : Invisible Memories, Centre d’Art de Bonneuil, France
- 2021 : Walking the Line, Artco gallery, Berlin
- 2022 : Ecce Homo[21], au Musée national de la Résistance et des Droits humains, Esch, Luxembourg
- 2024 : Vies d'après : des artistes face au génocide des Tutsis du Rwanda[22], Site-mémorial du Camp des Milles, Aix-en-Provence, France
- 2024  : Mémoires invisibles, Espace Jean de Joigny, Joigny (Yonne), (septembre-octobre)[15]
- 2025 : À Corps perdu, Galerie Racont'Arts, Lyon

### Expositions collectives
- 2001 : Musée d’Art et d’Histoire de Belfort - avec Edith Convert, Belfort, France
- 2002 : Biennale de Dakar, Sénégal
- 2007 : Biennale de Dar-es-Salaam, Tanzanie
- 2008 : Contemporary Art Fair, Espace Pierre Bergé, Bruxelles,
- 2012 : Boxe Boxe, Fondation Blachère – Apt, France
- 2012 : Iwalewahaus – Bayreuth, Allemagne
- 2013 : Étonnants Voyageurs, Saint-Malo, France
- 2014 : FNB Art Fair, Johannesburg
- 2015 : Global Topics, Artco Gallery, Aachen, Germany
- 2015 :  Musée d’arts Afro-Brésilien, Sao-Paolo, Brésil
- 2015 : 1:54, Foire d’art Contemporain, New York, États-Unis[23]
- 2016 : Cape Town Art Fair, Le Cap, Johannesburg
- 2016 : Targets, ArtCo Gallery, Aachen, Germany
- 2016 : Hommage à Dak’Art, Martigny, Suisse
- 2017 : AKAA, Art Fair, Paris[24]
- 2017 : Galerie Vallois, avec l'artiste Aston, Paris,
- 2018 : Fusions, Bordeaux, avec Migrations Culturelles 2a (MC2a)
- 2018 : Art Paris 2018, Grand Palais, Paris
- 2019 : Urban Art Fair, Paris
- 2019 : Beirut Art Fair, Beirut, Liban
- 2020 : Out of Africa Gallery, Barcelone, Espagne
- 2023 : Le Bénin en majesté, autour de l’œuvre d'Yves Apollinaire Pèdé, Espace Cosmopolis, Nantes[25],[26]